# Жешотары-Гурне
Жешота́ры-Гу́рне (пол. Rzeszotary Górne) — село в Польше в сельской гмине Свёнтники-Гурне Краковского повета Малопольского воеводства.
Село располагается в 3 км от административного центра гмины города Свёнтники-Гурне и в 13 км от административного центра воеводства города Краков. Входит в городскую агломерацию Кракова.
В 1975—1998 годах село входило в состав Краковского воеводства.